# Cúscraid Menn Macha
Cúscraid Menn Macha ['kuːskriðʼ mʼeN 'maxa] („Cúscraid, der Stammler von Macha“) ist der Name einer Sagenfigur aus dem Ulster-Zyklus der keltischen Mythologie Irlands.
Cúscraid ist in der Erzählung Scéla mucce Meic Dathó („Die Geschichte von Mac Dathós Schwein“) der Sohn von König Conchobar mac Nessa und der Ziehsohn des Helden Conall Cernach. Seinen Beinamen Menn Macha erhielt er, weil Cet mac Mágach, um Cúscraid zu demütigen, erzählt, er habe ihm in einem Zweikampf die Kehle durchbohrt und die Stimmbänder verletzt. Der Grund für diese Beleidigung ist der Streit um den Heldenbissen (curad-mír) unter den anwesenden Kriegern des Festmahles bei Mac Dathó. Schließlich siegt aber Cúscraids Ziehvater Conall Cernach, der alle übertrumpft.